# Ethnicos Pireo
El Ethnikos Piraeus es un club polideportivo griego con sede en la ciudad de El Pireo.
Ethnikos es el equipo con más campeonatos de waterpolo griego con 38.                                                                         
Ethnikos dominó el deporte durante los años 50, 60, 70 y 80 y por esta razón se le ha dado el sobrenombre de Emperador.
El club tiene el récord absoluto de campeonatos consecutivos de 1953 a 1969 (18 consecutivos) y de 1972 a 1985 (14 consecutivos), un récord impresionante e invicto hasta la fecha.
La década de 1950 vio el comienzo de una gran racha invicta en la liga, que duró 13 años. Concretamente, tras su derrota por 2-1 ante el Olympiakos el 21 de septiembre de 1951, volvió a ser derrotado por el mismo rival el 7 de agosto de 1964 por 5-4. Mientras tanto, se mantuvo invicto en 75 partidos, donde ganó 71 mientras que 4 terminaron en empate. El último empate fue en un partido contra Paleo Faliro el 19 de septiembre de 1953. Tras este partido, comenzó una racha ganadora, que se prolongó durante 11 años y 64 partidos hasta la derrota de 1964.
En los 80, Ethnikos logró mantenerse invicto en el campeonato griego durante casi seis años y 101 partidos consecutivos de campeonato. En concreto, tras su derrota ante Glyfada con 3-5 el 27 de septiembre de 1980, fue derrotado nuevamente el 10 de mayo de 1986 por Vouliagmeni con 7-8. En el medio ganó 5 campeonatos consecutivos invictos (1981, 1982, 1983, 1984 y 1985), mientras que de 101 partidos consecutivos sin derrota ganó en 100 y trajo un empate. De las 100 victorias, 86 fueron consecutivas (la racha más larga de victorias en el campeonato hasta 2016 cuando lo rompió el Olympiakos), ya que tras su derrota ante Glyfada en 1980 el siguiente partido en el que no surgió ningún ganador fue el empate 6-6 ante el mismo equipo el 24 de agosto de 1985.
En 2003, el equipo terminó tercero en el trofeo LEN
El equipo masculino alcanzó la final 4 de la LEN Champions League en 1981, el primer equipo griego en alcanzar las semifinales de la competición de clubes de élite.
El equipo femenino ganó el trofeo LEN en 2010 y 2022
En 2009 y 2012 el club descendió a segunda división pero se recuperó instantáneamente. Totalmente, el club ha jugado en todas las temporadas excepto estas 2 temporadas
Entre los deportes que se practican en el club están: waterpolo, fútbol, baloncesto y voleibol.

## Palmarés waterpolo

### Masculino
La sección masculino es el club griego más laureado en competencias nacionales:
- 38 Ligas de Grecia de waterpolo masculino: 1926, 1931, 1948, 1953, 1954, 1955, 1956, 1957, 1958, 1959, 1960, 1961, 1962, 1963, 1964, 1965, 1966, 1967, 1968, 1969, 1970, 1972, 1973, 1974, 1975, 1976, 1977, 1978, 1979, 1980, 1981, 1982, 1983, 1984, 1985, 1988, 1994, 2006
- 12 Copas de Grecia de waterpolo masculino: 1953, 1954, 1955, 1956, 1957, 1958, 1984, 1985, 1988, 1991, 2000, 2005

### Femenino
- 2 Copas LEN de waterpolo femenino: 2010, 2022
- 3 Ligas de Grecia de waterpolo femenino: 1988, 1990, 1992
- 1 Copa de Grecia de waterpolo femenino: 2024